# لويس غابرييل أمبرواز
لويس غابرييل أمبرواز، دو بونالد (ولد في 2 أكتوبر عام 1754 وتوفي في 23 نوفمبر عام 1840)، كان ثوريًا مضادًا وفيلسوفًا وسياسيًا. عرف بشكل رئيسي لتطويرة مجموعة من النظريات الاجتماعية التي كان لها تأثير فعلي في تشكيل معالم الأنطولوجيا (علم الوجود) التي انبثق منها علم الاجتماع الفرنسي فيما بعد.

## حياته
انحدر بونالد من عائلة نبيلة عريقة في بروفنس. تلقى تعليمه في الكلية الأوراتورية في جويلي، وبعد خدمته في سلاح المدفعية، شغل وظيفة ضمن الإدارة المحلية لمقاطعته الأم. انُتخب للولايات العامة سنة 1789 كنائب في البرلمان عن إقليم أفيرون، عارض بقوّة تشريع الأحوال المدنية الجديد الذي خص رجال الدين المسيحيين وهاجر عام 1791. انضم هناك إلى جيش أمير كوندي، واستقر حالًا في مدينة هايدلبرغ الألمانية. كتب هناك أول عمل مهم له والمتحفظ للغاية «نظرية القوة السياسية والدينية في المجتمع المدني التي أظهرها المنطق والتاريخ» (3 مجلدات 1769 باريس، طبعة جديدة من مجلدين 1854)، والتي أدانتها حكومة الإدراة الفرنسية آنذاك.
وجد نفسه حال عودته إلى فرنسا موضعًا للشك وعاش مبدأيًا في حالة تقاعد. في عام 1806، عمل برفقة الفيكونت دوشاتوبريان وجوزيف فييف بتحرير مجلة «ميركور دو فرانس» الرسمية. عُيّن بعد سنتين مستشارًا للجامعة الملكية، والتي كان قد هجاها مسبقًا. عمل في الفترة التي تلت استعادة بوربون عضوًا في مجلس التعليم العام. عمل دو بونالد بين عامي 1815 و1822 نائبًا في مجلس النوّاب. كانت خطاباته محافظة للغاية وأيّد تطبيق الرقابة على المواد الأدبية. في عام 1825، أبدى تأييده بقوة لصالح تشريع قانون ازدراء الأديان، الذي تضمن الإعدام تحت شروط محددة.
عُين دو بونالد في عام 1822 وزيرًا للدولة، وترأس لجنة الرقابة. عُيّن في السنة التي تلت بارونًا، إلًا أنه خسر مكانته لرفضه إدلاء القسم الإجباري عام 1803. عُيّن في أكاديمية اللغة الفرنسية عام 1816. وفي عام 1830 تقاعد من الحياة العامة وأمضى ما تبقى له من حياته في منزله الكائن في لو مونا.
كان لدى بونالد أربعة أولاد، منهم فيكتور ولويس الذين عاشوا حياتهم على نفس خطى أبيهم.

## أفكاره
كان بونالد واحدًا من رواد الكتابة في مجال الثيوقراطية (حكم الدولة من قبل الكهنوت ورجال الدين) أو المدرسة التقليدية التي انتمى لها أيضًا كل من جوزيف دو ميستر وفليستيه دي لامنيه وبيير سيمون بالإنش و فرديناند إيكستاين. تمحورت كتاباته بشكل رئيسي حول الفلسفة الاجتماعية والسياسية، وتركزت إجمالًا على مبدأ واحد؛ الأصل الإلهي للغة. يقول في كلماته: «يفكر المرء بالكلام الذي يقوله قبل نطقه»؛ تضمنت اللغة الأولى جوهر الحقيقة. بدءًا من هذا المنطق، يفسر دو بونالد وجود الرب، والأصل الإلهي والسلطة العليا للنصوص المقدسة والعصمة التي تتمتع بها الكنيسة الكاثوليكية.
في الوقت الذي تجذّرت فيه جميع تكهناته حول هذه الفكرة، إلا أنه لاقى صيغةّ تطبيقية لها. يمكن التفكير بجميع العلاقات في الكون على أساس ثلاثية السبب والوسيلة والنتيجة أو التأثير، وهو ما يراه متكررًا في الطبيعة. وهكذا، يرى في الكون أن السبب هو المحرك، والحركة هي الوسيلة، والأشياء هي النتيجة؛ في الدولة: القوة هي المسبب والوزراء هم الوسيلة والرعايا هم النتيجة أو أو التأثير؛ في العائلة، تُمثّل العلاقة نفسها على أساس الأب والأم والأطفال. تخضع هذه المصطلحات الثلاثة لعلاقات محددة فيما بينها؛ الأول بالنسبة للثاني هو كالثاني بالنسبة للثالث. وهكذا، فإن الثالوث في الرواية الدينية -الرب والوسيط والإنسان- الرب بالنسبة للوسيط، كالوسيط بالنسبة للإنسان، على هذا الأساس أنشأ بونالد نظامًا سياسيًا قائمًا على الحكم الدكتاتوري المطلق.

## معاداة السّامية
نشر بونالد واحدًا من أعنف الخطابات المعادية للسامية في فترة ما بعد الثورة الفرنسية، «عن اليهود». يدين فيه الفلاسفة لتكوينهم معدّات فكرية تبرر تحرير اليهود خلال الثورة. يتهم بونارد اليهود بأنهم ليسوا مواطنين فرنسيين «أصيلين» وأنهم يعكرون صفو المجتمع التقليدي الفرنسي. يكتب ميشيل باتيني:
تبعًا لبونالد، ارتكبت الجمعية التأسيسية «الخطأ الفادح المتمثل بوضعها القوانين عن دراية في وجه الدين والعادات»، ولكن عاجلًا أم آجلًا، على الحكومة تغيير رأيها، كما فعل «أصدقاء السود» الذي شعروا بالندم «لتسرعهم بما أسموه الحرية تجاه البشر الذين طالما كانوا غرباءً». اليهود هم «بطبيعتهم» أمه مقدر لها أن تبقى غريبة على بقية الشعوب. تظهر هذه «الغرابة» -بكونها كمبدأ القضاء والقدر- لتكون حقيقة موضوعية دائمة «ومتجسدة»، وشبيهةً في سببها بالاختلاف العرقي مع السود.
يدعو بونالد إلى إبطال تحرير اليهود وتطبيق إجراءات عنصرية جديدة بحقهم:
مثل فرض وضع علامات على ملابس العدو، أصبح متماهٍ في المجتمع نتيجة التحرير. تُبرر علامة التعريف بالكامل بكونها جزءًا من الحاجة إلى تحديد أولئك المسؤولين عن السلوكيات المخلّة بالأمن العام. تدب العودة إلى الماضي إحساسًا شبيهًا بأحكام هتلر.

## أقواله
- «ينظر الحكم الملكي إلى الفرد على أساس علاقاته مع المجتمع؛ في حين تنظر الدولة الجمهورية إليه بشكل مستقل عن علاقاته بالمجتمع»

- «كانت الهندسة موجودة قبل نيوتن، والفلسفة قبل ديكارت، إلا أنه قبل اللغة لم يكون يوجد أي شيء على الإطلاق سوى أجساد على صورتها، لأن اللغة هي الأداة الأساسية لجميع العمليات المعرفية، والدافع وراء الوجود الأخلاقي»

- «يفكر المرء بالكلام الذي يقوله قبل نطقه»

- «الرب هو الرجل الذي لم يملك وقتًا خلال فترة وجوده القصيرة ليصبح ملحدًا»

- «الحرية المطلقة للصحافة هي ضريبة يدفعها القُرّاء، ولا يستفيد منها سوء الكُتّاب»

- «لم تكن الصرخة لأجل «حرية، ومساواة، أخوة أو الموت!» سوى موضة انتشرت خلال فترة الثورة. انتهت الحرية بإغراق فرنسا بالسجون، والمساواة بكثرة الأوسمة والألقاب، والتآخي بالتفريق، ولم ينتصر بالنهاية سوى الموت»

## روابط خارجية
- لويس غابرييل أمبرواز على موقع الموسوعة البريطانية (الإنجليزية)